# بازاریابی ربایشی
بازاریابی درونگرا (به انگلیسی: Inbound Marketing) ارائه و اشتراک‌گذاری مطالب مفید، کاربردی و ارزشمند در قالب انواع گزارش، کتاب‌های الکترونیکی، وبینار، ویدئوهای آموزشی، پادکست، خبرنامه‌ها و رسانه‌های اجتماعی برای مشتریانی است که به دنبال کسب اطلاعات در زمینه‌ای خاص هستند. در بازاریابی درونگرا، کسانی که نیازمند به دست آوردن اطلاعات کاربردی در هر زمینه‌ای هستند، محور توجه و بازاریابی خواهند بود.
با توجه به فحوای عملی این متد از بازاریابی، بهتر است Inbound Marketing را بازاریابی درونگرا معنا کنیم. ترجیحاً از بازاریابی جاذبه‌ای (یا بازاریابی ربایشی) استفاده نمی‌کنیم.
ست گودین این مدل از بازاریابی را بازاریابی اجازه‌ای (Permission Marketing) نامیده است.
در این متد، بازاریاب - که ترجیحا همان دیجیتال مارکتر است - تلاش می‌کند تا یک غریبه (Strangers) را به یک مروج (Promoter) تبدیل کند. در این متد بازاریاب تمام تلاشش را می‌کند که با پاسخ دادن به نیازهای مشتری، او را به سمت کسب و کار خودش بکشانیم.